# Sociedad Arqueológica de Carmona
La Sociedad Arqueológica de Carmona fue un organismo fundado en la localidad de Carmona (Sevilla), el 24 de mayo de 1885 y disuelto en febrero de 1909. Fue constituido como catalizador cultural y de apoyo científico, económico e institucional, dentro de las estrategias de puesta en valor del yacimiento de la Necrópolis Romana de Carmona. La fundación de esta sociedad, junto con el descubrimiento de la necrópolis y la creación del primer Museo de Sitio, hicieron de Carmona uno de los focos más importantes de la Arqueología andaluza a finales del siglo XIX.
En el Reglamento de la Sociedad, sus socios fundadores establecieron en su función principal que esta «tiene por objeto el estudio de todo cuanto se relacione con la arqueología y la historia local, a cuyo afecto hará excavaciones, excursiones y toda clase de investigaciones históricas, dando cuenta del resultado obtenido en sesión ordinaria o extraordinaria».

## Historia
Dos días antes de la inauguración de la Necrópolis, en mayo de 1895, se constituyó la Sociedad Arqueológica de Carmona como organismo paralelo interesado en el estudio arqueológico, histórico y social de Los Alcores y la Campiña de Sevilla. El proyecto de la Necrópolis se completaba con la creación de esta Sociedad, como plataforma intelectual que englobaba el interés por el conocimiento histórico de la necrópolis y de toda la comarca, a través de excavaciones arqueológicas y excursiones. Sus miembros se reunían en la Biblioteca de la Sociedad Arqueológica de Carmona.
Los puestos para las actividades más representativas estaban repartidos entre una junta directiva —constituida por presidente, vicepresidente, archivero y secretario— y las comisiones repartidas a tres responsables que se elegían cada año. Los principales cargos y funciones eran ocuparse de las excavaciones, publicaciones, recepciones y excursiones, además de la biblioteca, manuscritos, reconocimiento de monumentos, etc. La Sociedad consideraba una tarea primordial conservar y publicar los datos cosechados en sus excursiones, excavaciones e investigaciones, para su aprobación científica y su proyección social.

Puesto que se desarrolló un coleccionismo de vocación pública, de inspiración europea y musealización in situ de un yacimiento, el proyecto solo podía mantenerse con soporte económico. El acto de inauguración de la Necrópolis Romana de Carmona fue publicado por varios periódicos, mencionando el periódico local El Zurdo a la Sociedad Arqueológica:
«La Sociedad arqueológica de esta ciudad, ha dispuesto establecer precios de entrada para los que quieran visitar la necrópolis y el museo romanos, con el benéfico fin de invertir los productos de la necrópolis en pagar el sueldo del guarda que acompaña a los visitantes; y los del museo a satisfacer matrículas, libros y derechos de exámenes a niños pobres de Carmona que justifiquen su aptitud para el estudio. Al efecto el día 1º de Septiembre próximo, se constituirá en el Colegio de San Teodomiro el oportuno Tribunal para los referidos ejercicios.
»Aplaudimos el buen pensamiento de la dicha Sociedad arqueológica a cuyos ilustrados individuos enviamos desde luego nuestra humilde enhorabuena».
Sirvieron de ejemplo para otras instituciones eruditas establecidas en torno a ruinas, como las de Itálica, creadas por la Diputación Arqueológica Provincial. Constituyó además un impulso cultural no solo en la localidad carmonense, sino que extendió sus actividades a los municipios de la Campiña, contrayendo una función cultural en sus entidades públicas, como la Comisión Provincial de Monumentos, Academia de la Historia y Academia de San Fernando, entre otras. Su fórmula fue muy efectiva y atrayente, y sirvió así de modelo para la creación de otras asociaciones culturales y científicas, como la Sociedad Arqueológica de Osuna, el Ateneo de Sevilla y la Sociedad Arqueológica de Cádiz.

## Etapas
El día 22 de mayo de 1885 a las 21 horas, se inauguró oficialmente la Necrópolis Romana y se erigió la Sociedad Arqueológica de Carmona, en la calle San Felipe nº 15, antigua sede del Colegio San Teodomiro. A lo largo de la evolución de la Sociedad se distinguen tres periodos, coincidentes con sus tres presidentes.

### Sebastián Gómez Muñiz
Fue el primero que ocupó el cargo de presidente. Durante esta etapa se establecieron los mecanismos y fórmulas de la Sociedad, surgieron debates en torno a excavaciones en la Necrópolis, el «Anfiteatro y Circo» y el Alcázar de Arriba, y excursiones colectivas al túmulo de los Vientos, La Luisiana, la Peña de la Sal-Alcolea y Alcaudete. También se publicaron numerosas memorias, entre las que sobresalen los apuntes Descubrimiento de un Anfiteatro en Carmona, Un signo misterioso y La vida cotidiana del romano, todos escritos por Manuel Fernández López.
Contaban con otras instituciones científicas para documentarse. Contaron con el asesoramiento de profesores de la Universidad de Cambridge, para unos restos contenidos en una urna de la Necrópolis y para las transcripciones de las cartelas de la Puerta de Marchena.
Tras una pelea entre Juan Fernández y Francisco Rodríguez Cortés, el presidente renunció a su puesto, la institución se disgregó, varios socios se marcharon y se separaron la biblioteca-museo y el Museo de la Necrópolis.

### Manuel Fernández López
Sustituye al anterior presidente tras la renuncia de aquel. Se comenzaron en esta etapa a organizar más excursiones. Con las indicaciones de Jorge Bonsor, los socios recorrieron el Valle del Guadalquivir con tiendas de campaña, pasando por Gandul, Bencarrón, Alcolea y Osuna.
Tras ser nombrado Manuel Fernández como secretario de la Comisión Provincial de Monumentos de Sevilla y académico de la historia, las sesiones pasaron en los últimos años a organizarse solo semestralmente.
A pesar de la relajación de la Sociedad en este periodo, dieron un gran paso respecto a la protección del patrimonio. Se enfrentaron a las autoridades y consiguieron la declaración de Monumento de la Nación para la Puerta de Sevilla, y la vigilancia arqueológica aportada a varias obras de la localidad.
Se excavaron numerosas tumbas y estructuras en la Necrópolis, se intentó comprar al Conde de Rodezno las parcelas donde se hallaba el Anfiteatro romano, y se realizaban cada vez más visitas.
Otra característica destacada de esta etapa fue la red de corresponsales que se desplegó, abarcando no solo localidades de las inmediaciones, sino también representaciones por el resto de España y también en el extranjero.

### José Pérez Cassini
Fue el tercer y último presidente, durante los últimos cuatro años de la Sociedad, hasta su disolución en febrero de 1909, a pesar de los intentos de algunos por revitalizarla. La principal aportación de este periodo fue el seguimiento y colaboración que tuvieron con las excavaciones de la Tumba de Servilia y el descubrimiento e investigación de la columna visigoda, ubicada en el patio de la Iglesia Prioral de Santa María de Carmona.

## Biblioteca
La biblioteca-museo de la Sociedad Arqueológica de Carmona fue el centro de las actividades; un espacio y colección independientes del Museo de la Necrópolis —aunque estuvieran ubicados al principio en el mismo lugar—, que se usaba para los intereses de anticuario-académico y científico que promovían. En ella se reunían los miembros de la Sociedad para exponer las memorias, excursiones y sesiones extraordinarias, que quedaban plasmadas en las actas, que se conservaban en el archivo.

Tendrá la Sociedad una biblioteca-museo en la cual se guardarán los libros manuscritos, dibujos, planos, fósiles y objetos prehistóricos, inscripciones y toda clase de antigüedades ya sean adquiridas por la Sociedad, ya procedan de donaciones hechas a la misma por corporaciones oficiales o particulares.

Asimismo, el Reglamento de la Sociedad Arqueológica de Carmona otorgó un puesto específico de «archivero» para asignar al responsable de velar por el archivo y la biblioteca. También tenía dentro de sus integrantes un fotógrafo oficial, Ramón Pinzón García, quien tomó muchas fotografías de la Sociedad, de sus compañeros y las actividades. Se necesitaba el permiso de los autores para leer los manuscritos. La documentación que conserva el archivo se remonta a los resultados de las investigaciones generadas en el comienzo de las excavaciones sistemáticas realizadas por Juan Fernández López y Jorge Bonsor.
El administrador, Juan Fernández, ubicó la biblioteca-museo en una habitación del Colegio San Teodomiro, en la calle San Felipe nº 19, que colindaba con el Museo de la Necrópolis. Varios años más tarde fue trasladada al Convento de Santa Clara. Finalmente, desatendiendo la normativa reglamentaria que ordenaba que «Todos los objetos que figuren en la biblioteca-museo y que sean propiedad de la Sociedad pasarán a la disolución de ésta a las bibliotecas y museos del Estado. Los libros, manuscritos y memorias concernientes a Carmona pasarán al archivo de la Iglesia Prioral de Santa María de esta ciudad» y la intención de repartirlos a partes iguales entre los socios, los bienes pasaron a la Necrópolis Romana de Carmona.
La colección ha llegado a nuestros días desmembrada, desordenada y en delicado estado de conservación. El Conjunto Arqueológico de Carmona (CAC) se encarga del legado, ocupándose de su comprensión, estudio, reconstrucción, observación y difusión. El CAC custodia una rica documentación, en parte aún inédita. Su archivo está compuesto por cuatro fondos: Propio, Castillo de Luna, Antiguo y Depósito especial. Estos albergan 33 libros, 90 legajos, 215 dibujos, 6 grabados, 132 positivos fotográficos, 2000 negativos fotográficos aproximadamente, otros 2000 contactos, dibujos, negativos, huecorrelieves, etc. El fondo documental está ordenado, catalogado, restaurado y digitalizado.